# Boris Boor
Boris Boor (Bratislava, 12 de dezembro de 1950) é um ginete de elite austríaco, especialista em saltos, medalhista olímpico.

## Carreira
Boris Boor representou seu país nos Jogos Olímpicos de 1988 e 1992, na qual conquistou a medalha de prata nos saltos por equipes em 1992.